# 1962-es cannes-i filmfesztivál
A 15. Cannes-i Nemzetközi Filmfesztivál 1962. május 7. és 23. között került megrendezésre, Furukaki Tecuró japán író elnökletével. A versenyben 35 nagyjátékfilm és 27 rövidfilm vett részt, két filmet pedig versenyen kívül vetítettek.
1962-ben úgy tűnt, mintha a fesztivált illetően minden lelassult, vagy mozdulatlanná vált volna: évről évre szinte ugyanazok az országok és rendezők kaptak meghívást, s a díjakat is a megszokott személyek kapták. Ez akkor is igaz, ha az Arany Pálmát – nem kis meglepetésre – egy brazil film vitte el (Fogadalom), mivel ugyanakkor a díjazottak között volt Michelangelo Antonioni és Luis Buñuel. Igaz továbbá akkor is, ha a gyarmatrendszer felbomlásával növekvő számban jelentkeztek az afrikai, zömében frankofón filmek. A kissé beszűkült kínálat ellenére, a velencei, berlini és locarnói filmfesztiválokkal szemben Cannes-nak nagy előnye maradt, hogy a nagyközönség jóval szabadabban fejezhette ki örömét vagy nemtetszését. Jeanne d’Arc pere hiába kapott zsűri különdíjat, a közönség másképpen értékelte.
A Croisette-en – amelyet erre az évre már kétszer kétsávosra bővítettek, középen pálmasorral – olyan ünnepelt színészekkel lehetett találkozni, mint Alain Delon, hol Romy Schneider oldalán, hol pedig Monica Vitti partnereként (A napfogyatkozás), Hollywoodból a Mindenki elesett sztárja Warren Beatty, vagy a West Side Story főszereplőnője, Natalie Wood – és természetesen Marcello Mastroianni. A főbb szereplők között ott volt és díjat nyert Katharine Hepburn (Hosszú út az éjszakába), Mastroianni oldalán Stefania Sandrelli (Válás olasz módra), továbbá Henry Fonda és Charles Laughton (Advise and Consent), Anna Karina és Jean-Luc Godard (Cléo 5-től 7-ig), Charles Boyer, Jean Sorel és Lilli Palmer (Csodálatos vagy, Júlia), valamint Deborah Kerr (Az ártatlanok).
1962-ben magyar alkotást nem indítottak a játékfilmversenyben, viszont a rövidfilmek között ott volt Nepp József animációs filmje, a Szenvedély. Ugyancsak bemutatkozhatott egy spanyol táncot bemutató rövidfilmjével a magyar származású, Spanyolországban élő világhírű fényképész, Juan Gyenes (Gyenes János).
Kritikusok Hete
Ebben az évben szervezték meg először a fesztivál hivatalos válogatásától független, azzal párhuzamosan tartott rendezvényt, Kritikusok Hete elnevezéssel. A szekció lehetővé tette, hogy a fesztivál mind programkínálatát, mind pedig művészi küldetését illetően erősödjön. Az éppen beinduló és egyre komolyabbá váló filmvásár mellett a kritikusok hete lett az a másik intézmény, amely elősegítette a filmek és az alkotók promócióját. Elsősorban fiatal, első- és másodfilmes alkotókra koncentrált, s a későbbiek folyamán olyan tehetségeket fedezett fel, mint Jane Campion, vagy Ken Loach. Persze az így segített fiatalok később – amikor már befutottak – hűek maradtak Cannes-hoz is.

## Zsűri

### Versenyprogram
- Furukaki Tecuró, író – a zsűri elnöke –  Japán
- Ernst Krüger, köztisztviselő, filmproducer –  NSZK
- François Truffaut, filmrendező –  Franciaország
- Henry Deutschmeister, filmproducer –  Franciaország
- Jean Dutourd, író –  Franciaország
- Jerzy Kawalerowicz, filmrendező –  Lengyelország
- Mario Soldati, filmrendező –  Olaszország
- Mel Ferrer, színész –  Amerikai Egyesült Államok
- Romain Gary, író –  Franciaország
- Sophie Desmarets, színésznő –  Franciaország
- Julij Jakovlevics Rajzman, filmrendező –  Szovjetunió

### Rövidfilmek
- Charles Ford, író, filmtörténész – a zsűri elnöke –  Franciaország
- Andréas Winding, operatőr –  Franciaország
- Charles-Georges Duvanel, filmrendező –  Svájc
- Derek Prouse, újságíró –  Egyesült Királyság
- Georges Rouquier, filmrendező –  Franciaország

## Hivatalos válogatás

### Nagyjátékfilmek versenye
- A Taste of Honey (Egy csepp méz)[3] – rendező: Tony Richardson
- Advise and Consent – rendező: Otto Preminger
- All Fall Down (Mindenki elesett) – rendező: John Frankenheimer
- Âmes et rythmes – rendező: Abdelaziz Ramdani
- Ba'al Hahalomot – rendező: Alina Gross és Yoram Gross
- Cléo de 5 à 7 (Cléo 5-től 7-ig) – rendező: Agnès Varda
- Das Brot der frühen Jahre – rendező: Herbert Vesely
- Devi (Az istennő) – rendező: Satyajit Ray
- Divorzio all’italiana (Válás olasz módra) – rendező: Pietro Germi
- Dom bez okien – rendező: Stanislaw Jedryka
- Dvoje – rendező: Aleksandar Petrović
- El ángel exterminador (Az öldöklő angyal) – rendező: Luis Buñuel
- Electra (Elektra) – rendező: Mihálisz Kakojánisz
- Harry og kammertjeneren – rendező: Bent Christensen
- In the Steps of Buddha – rendező: Pragnasoma Hettiarachi
- Julia du bist Zauberhaft (Csodálatos vagy, Júlia) – rendező: Alfred Weidenmann
- Kjupora no aru macsi – rendező: Urajama Kiriro
- Kogda derevia byli bolchimi – rendező: Lev Kulidzsanov
- Konga yo – rendező: Yves Allégret
- Al Gharib al Shagir – rendező: Georges Nasser
- L’Eclisse (A napfogyatkozás) – rendező: Michelangelo Antonioni
- Les amants de Teruel (Terueli szerelmesek) – rendező: Raymond Rouleau
- Children of the Sun – rendező: Jacques Séverac
- Liberté I – rendező: Yves Ciampi
- Long Day’s Journey into Night (Hosszú út az éjszakába) – rendező: Sidney Lumet
- Mondo cane (Kutyavilág) – rendező: Gualtiero Jacopetti, Paolo Cavara és Franco Prosperi
- Muž z prvního století (Muž z prvního století) – rendező: Oldrich Lipský
- O pagador de promessas (Fogadalom) – rendező: Anselmo Duarte
- Plácido (Plácido) – rendező: Luis García Berlanga
- Pleneno jato – rendező: Doucho Mundrov
- Procès de Jeanne d'Arc (Jeanne d’Arc pere) – rendező: Robert Bresson
- S-a furat o bomba (S-a furat o bomba) – rendező: Ion Popescu-Gopo
- Setenta veces siete – rendező: Leopoldo Torre Nilsson
- The Innocents (Az ártatlanok) – rendező: Jack Clayton
- Yang Kwei Fei – rendező: Li Han-Hsiang

### Nagyjátékfilmek versenyen kívül
- Boccaccio 70[3] – rendező: Luchino Visconti, Federico Fellini, Mario Monicelli és Vittorio De Sica
- Le crime ne paie pas – rendező: Gérard Oury

### Rövidfilmek versenye
- Akhejtzi – rendező: Lada Bojadzsieva
- Anarkali, My Beautiful – rendező: Jean-Claude See
- Big City Blues – rendező: Charles Huguenot van der Linden
- Bolshie nepryatnosti – rendező: Valentina Brumberg és Zinaida Brumberg
- Certosa de pavia – rendező: Carlo Ludovico Ragghianti
- Človek pod vodou – rendező: Jiří Brdecka
- Couro de gato – rendező: Joaquim Pedro de Andrade
- Danza española – rendező: Juan Gyenes
- Faces – rendező: Edward Mc Connell
- Image of the Sea – rendező: Richard Alan Gray
- La rivière du hibou (Bagoly folyó)[3] – rendező: Robert Enrico
- Le Hampi – rendező: Jean Rouch, Claude Jutra és Roger Morillière
- Les dieux du feu – rendező: Henri Storck
- Les quatre saison – rendező: Niklaus Gessner
- Ljubavi film – rendező: Ivo Vrbanic
- Oczekiwanie – rendező: Witold Giersz és Ludwik Perski
- Pan – rendező: Herman van der Horst
- Rodolphe Bresdin – rendező: Nelly Kaplan
- Roma Momenti in Jazz – rendező: Enzo Battaglia
- Saguenay – rendező: Chris Chapman
- Szenvedély – rendező: Nepp József
- Tagebuch Eines Reportes – rendező: Manfred Durnick
- Teeth is Money – rendező: Eddy Ryssack és Jean Delire
- The Australian Landscape Painters – rendező: Richard Mason
- The Sound of Speed – rendező: Bruce Kessler
- Voronet – rendező: Ion Bostan
- Zambesi – rendező: Raymond Hancock

## Párhuzamos rendezvény

### Kritikusok hete
- Les oliviers de la justice – rendező: James Blue
- Tres veces ana – rendező: David José Kohon
- Alias Gardelito – rendező: Lautaro Murúa
- Strangers in the City – rendező: Rick Carrier
- Adieu Philippine (Adieu Philippine)[3] – rendező: Jacques Rozier
- I nuovi angeli – rendező: Ugo Gregoretti
- Furjo sonen – rendező: Hani Szuszumu
- Zaduszki – rendező: Tadeusz Konwicki
- Football – rendező: R. Drew, R. Leacock és J. Lipscomb
- Les inconnus de la Terre – rendező: Marie Ruspoli

## Díjak

### Nagyjátékfilmek
- Arany Pálma: O pagador de promessas (Fogadalom)[3] – rendező: Anselmo Duarte
- A zsűri különdíja:
  - L’Eclisse (A napfogyatkozás) – rendező: Michelangelo Antonioni
  - Procès de Jeanne d'Arc (Jeanne d’Arc pere) – rendező: Robert Bresson
- Legjobb filmes feldolgozás díja: Electra (Elektra) – rendező: Mihálisz Kakojánisz
- Legjobb vígjáték díja: Divorzio all’italiana (Válás olasz módra) – rendező: Pietro Germi
- Legjobb női alakítás díja (megosztva):
  - Katharine Hepburn – Long Day’s Journey into Night (Hosszú út az éjszakába)
  - Rita Tushingham – A Taste of Honey (Egy csepp méz)
- Legjobb férfi alakítás díja (megosztva):
  - Dean Stockwell, Jason Robards és Ralph Richardson – Long Day’s Journey into Night (Hosszú út az éjszakába)
  - Murray Melvin – A Taste of Honey (Egy csepp méz)
- FIPRESCI-díj: El ángel exterminador (Az öldöklő angyal) – rendező: Luis Buñuel
- Technikai nagydíj:
  - Electra (Elektra) – rendező: Mihálisz Kakojánisz
  - Les amants de Teruel (Terueli szerelmesek) – rendező: Raymond Rouleau
  - Yang Kwei Fei – rendező: Li Han-Hsiang
- OCIC-díj: Procès de Jeanne d’Arc (Jeanne d’Arc pere) – rendező: Robert Bresson

### Rövidfilmek
- Arany Pálma (rövidfilm): La rivière du hibou (Bagoly folyó) – rendező: Robert Enrico
- A zsűri különdíja (rövidfilm):
  - Oczekiwanie – rendező: Witold Giersz és Ludwik Perski
  - Pan – rendező: Herman van der Horst
- Technikai nagydíj:
  - Oczekiwanie – rendező: Witold Giersz és Ludwik Perski
  - Les dieux du feu – rendező: Henri Storck